# بنیماسوت
بِنیماسُت (به اسپانیایی: Benimassot) دهستانی در استان آلیکانتهٔ اسپانیا است.
در این دهستان ۱۲۵ نفر زندگی می‌کنند. مساحت این دهستان ۹٫۴۰ کیلومتر مربع است.